# Naohito Hirai
Naohito Hirai (japanisch 平井 直人 Hirai Naohito; * 16. Juli 1978 in der Präfektur Kyoto) ist ein ehemaliger japanischer Fußballspieler.

## Karriere
Hirai erlernte das Fußballspielen in der Jugendmannschaft von Kyoto Purple Sanga. Seinen ersten Vertrag unterschrieb er 200 bei den Kyoto Purple Sanga (heute: Kyoto Sanga FC). Der Verein spielte in der höchsten Liga des Landes, der J1 League.  2002 gewann er mit dem Verein den Kaiserpokal. Für den Verein absolvierte er 213 Spiele. Ende 2010 beendete er seine Karriere als Fußballspieler. Danach spielte er bei den Renofa Yamaguchi FC (2017) und Kataller Toyama (2018).

## Erfolge
Kyoto Purple Sanga
- Kaiserpokal

Sieger: 2002